# Carpitus, Harghita
Carpitus (maghiară Kárpitus) este o localitate componentă a orașului Băile Tușnad din județul Harghita, Transilvania, România.
 Acest articol despre o localitate din județul Harghita este deocamdată un ciot. Puteți ajuta Wikipedia prin completarea lui.